# Enfield (rivoltella)
La rivoltella Enfield, indica una serie di revolver prodotta nel Regno Unito a partire dalla prima metà del XX secolo ad opera della piccola fabbrica Royal Small Arms Factory, che aveva appunto sede nel borgo londinese di Enfield.

## Modelli

### Enfield Revolver No.2 Mk I
Negli anni 20, finita la prima guerra mondiale, il Governo e l'esercito del Regno Unito iniziarono degli studi per la sostituzione del vecchio revolver Webley MkVI, camerato con il potente calibro .455, per dotare i militari britannici di un nuovo revolver di simile efficacia, ma minor peso.
La scelta di sostituire il Webley con un nuovo revolver, invece che con le prime pistole semiautomatiche che già si erano diffuse negli eserciti americano e tedesco (con le pistole Colt 1911 e Luger P08), era simbolo dell'affezione a vecchie usanze dell'esercito inglese; dalla seconda metà del 1800 fino alla prima guerra mondiale il revolver di servizio era stato, pur con diverse varianti ed evoluzioni, il Webley.
Durante i test ci si accorse che il calibro .38, con 200 grani di palla, aveva un potere d'arresto per efficacia simile a quello del vecchio .455, compensando le minori dimensioni con una maggiore velocità alla bocca del proiettile. Nacquero così gli studi per creare un revolver di minor peso ma maggiore maneggevolezza per una mano inesperta rispetto al vecchio Webley che necessitava da parte del tiratore un notevole esercizio per prendere confidenza con un'arma da fianco tanto pontente quanto pesante e complicata da maneggiare.
Nel 1928 venne così proposto dalla piccola Royal Small Arms Factory di Enfield un nuovo revolver a singola e doppia azione camerato nel nuovo proiettile calibro .38 noto, per distinguerlo da quello americano il famoso 38 special, come 38/200.
La fabbrica Webley-Scott per non essere da meno produsse il vecchio MK.VI in calibro e dimensioni ridotte, tenendo il nome inalterato. Dei due modelli, molto simili tra loro, l'Esercito britannico scelse ufficialmente nel 1931 quello della fabbrica Enfield con il nome di Enfield No.2 MkI Revolver.

### Enfield Revolver No.2 Mk I*
Nel 1938 venne introdotta la prima modifica al modello: i carristi durante le esercitazioni si lamentavano del cane della pistola, poiché le loro fondine da coscia non si chiudevano ad astuccio ma con una linguetta, perché si impigliava continuamente nei passaggi ristretti dei carri armati. La soluzione venne smussando il cane dalla pistola, in modo da avere un revolver solo a doppia azione (ovvero fu eliminata la possibilità di armare manualmente il revolver per avere un tiro più preciso): questo modello fu chiamato Enfield No.2 MkI*. Questo si distingueva da precedente modello, oltre che per il cane, per la maggior rifinitura delle guancette dell'impugnatura, ora in plastica, in modo da renderla più ergonomica. Con lo scoppio della seconda guerra mondiale venne introdotta l'ultima variante: ad alcuni modelli MkI fu segato il cane nacque così il MkI**, esternamente identico al modello MkI*, fatta eccezione per l'impugnatura meno elaborata. Erroneamente nel corso degli anni è stato ritenuto che la modifica del cane del revolver, fosse stata fatta per creare un'arma da estrazione rapida per corpi speciali come i commando, i quali in realtà gradivano il revolver normale ma anche le pistole semiautomatiche.

### Smith & Wesson Mod. 38/200
Durante la prima fase del periodo bellico, quella più difficile per l'Inghilterra, la Smith & Wesson elaborò un modello di revolver, tanto caro ai britannici, camerato dello stesso proiettile 38/200, che sarebbe il 38 special ma più corto, destinato esclusivamente alle forze armate inglesi; nacque così lo Smith & Wesson Mod. 38/200. La difficoltà maggiore incontrata dagli inglesi con il revolver americano furono la dolcezza dell'impatto del cane sulle munizioni, per cui se esse erano di fattura inglese, a volte, non detonavano e la pistola sembrava inceppata quando in realtà non lo era. Molto probabilmente si trattava di un problema di molla il cui scatto era più potente nelle rivoltelle inglesi che non in quelle americane.
Nonostante il conflitto avesse favorito la diffusione di armi da fianco semiautomatiche tra i vari corpi dell'esercito di sua Maestà, in particolare furono apprezzate e utilizzate le pistole Colt 1911 A1 e Browning 35-HP, il revolver Enfield No.2 MkI con le sue varianti rimase in servizio fino al 1963, anno in cui anche l'esercito inglese pensionò, fra gli ultimi, il revolver come arma da fianco ufficiale dei propri soldati.

## Nella cultura di massa
- In ambito videoludico, il revolver compare nel videogioco Metal Slug 3 (Dove viene denominata Murder Model 1915)[2]